# Betty Blue (film 1986)
(Zorg)
Betty Blue (37°2 le matin) è un film del 1986, diretto da Jean-Jacques Beineix.
Il titolo originale, 37°2 le matin (ossia 37°2 al mattino), si riferisce alla temperatura corporea normale, al risveglio, di una donna in gravidanza. Il film narra l'impetuosa storia d'amore tra Zorg e Betty (Béatrice Dalle), una ragazza con gravi disturbi psichici.

## Trama
Zorg è un ragazzo con ambizioni letterarie, che vive e lavora come factotum in un villaggio balneare. Vive una vita tranquilla, lavorando duramente e lasciando la scrittura per il tempo libero. Tutto ciò fino al giorno in cui arriva Betty, giovane e bella ma altrettanto selvaggia, imprevedibile ed affetta da gravi disturbi mentali. Lei è diversa da tutte le altre, dispensatrice di un amore incontrollabile, come un vento impetuoso. Tra sesso, gioco e stravizi, la quieta vita di Zorg si trasforma in un continuo peregrinare colmo di imprevisti. Betty rimane incantata dagli scritti del ragazzo ed è determinata nel trovare un editore che glieli pubblichi.
Ogni giorno invia materiale da lei stessa battuto a macchina, ma i numerosi rifiuti ricevuti la fanno sprofondare in una forte inquietudine. Gli eventi la trascineranno nella più nera disperazione e si manifesteranno crisi nervose, portate da una sensazione di inadeguatezza alla vita. La perdita del controllo sarà sempre più frequente e difficile da arginare, fin quando nemmeno l'amore e le cure di Zorg riusciranno più a calmarla e giustificarla. Una mancata gravidanza scatenerà in lei la follia distruttiva e il giovane protagonista potrà solo osservare inerme il lento precipitare degli eventi. Distrutto di fronte a tanto sgomento, prenderà la drammatica decisione di porre fine alla vita della ragazza, ridotta ormai in stato catatonico.

## Riconoscimenti
Il film ha ricevuto svariate nomination:
- Golden Globe (USA);
- ben nove, di cui una vinta, al César Awards (France);
- BAFTA Film Award e all'Oscar Academy Awards (USA) nel 1987.

La maggioranza sono nomine come miglior film in lingua straniera.
Ha vinto premi:
- Grand Prix des Amériques e Most Popular Film al Montréal World Film Festival, nell'86;
- César Awards come Miglior Immagine, nell'87;
- BSFC Award dalla Boston Society of Film Critics Awards come miglior film in lingua straniera nell'87.

Jean-Jacques Beineix è stato premiato con il Golden Space Needle Award al Seattle International Film Festival come Miglior Regista nel '92.

## Curiosità
- Il film è ambientato in Francia tra Gruissan, nell'Aude, Marsiglia, Bouches-du-Rhône, e Marvejols, Lozère.
- Nel 1991 uscì a Parigi l'edizione integrale di 185 minuti.
- In una scena a Parigi, mentre Betty riflette appoggiata al parapetto di un ponte sopra la stazione dei treni, si può vedere camminare dietro di lei Jules, il postino interpretato da Frédéric Andréi in Diva, sempre diretto da Jean-Jacques Beineix.
- La scena chiave del gioco Silent Hill 2, in cui si svelano chiaramente il destino e la colpa del protagonista, è liberamente ispirata al finale di questo film.

## Colonna sonora
- Colonna sonora originale di Gabriel Yared
- "Prendre un enfant dans ses bras"

Yves Duteil / Sté Lécritoire nº1 / publication F. Day nº1
- "Fantasy in F minor (piano sonata a quattro mani) op. 103 D 940"

Scritta da Franz Schubert